# معركة المرن الأولى
معركة المَرن أو المارن الأولى هي معركة مهمة حدثت بين القوات الألمانية والقوات الفرنسية والبريطانية في الحرب العالمية الأولى في سبتمبر 1914 على نهر المَرن، وانتهت بانتصار القوات الفرنسية والبريطانية وهزيمة ألمانيا.

## الخلفية
- في 3 أغسطس 1914 أعلنت الإمبراطورية الألمانية الحرب على فرنسا، وقامت بغزو بلجيكا. وفي اليوم التالي قامت حكومة بريطانيا بإعلان الحرب على ألمانيا لانتهاكها حياد بلجيكا. وفي يوم 7 أغسطس خطت أولى الوحدات البريطانية على أرض فرنسا لمساعدة حليفتها فرنسا.[1]
- قام القائد الفرنسي العام جوزيف جوفري بشن هجوم على الحدود الألمانية الفرنسية، وبالرغم من أن جوفر لم يستبعد أن يهجم الألمان عبر بلجيكا المحايدة، لكنه لم يتوقع أن ذلك الهجوم هو الهجوم الرئيسي، وظل مشتبكاً فيما اعتقد أنه المعركة الأساسية (معارك الحدود).[2]
- رغم أن معارك الحدود، التي استمرت من 14 إلى 25 أغسطس اعتبرت معارك ثانوية مقارنة بمعركتي لياج والمَرن، إلاّ أن معارك الحدود قد كلفت الفرنسيين والبريطانيين حوالي 300,000 جندي ما بين قتيل، وأسير، وجريح.[2]

## تنظيم القوات

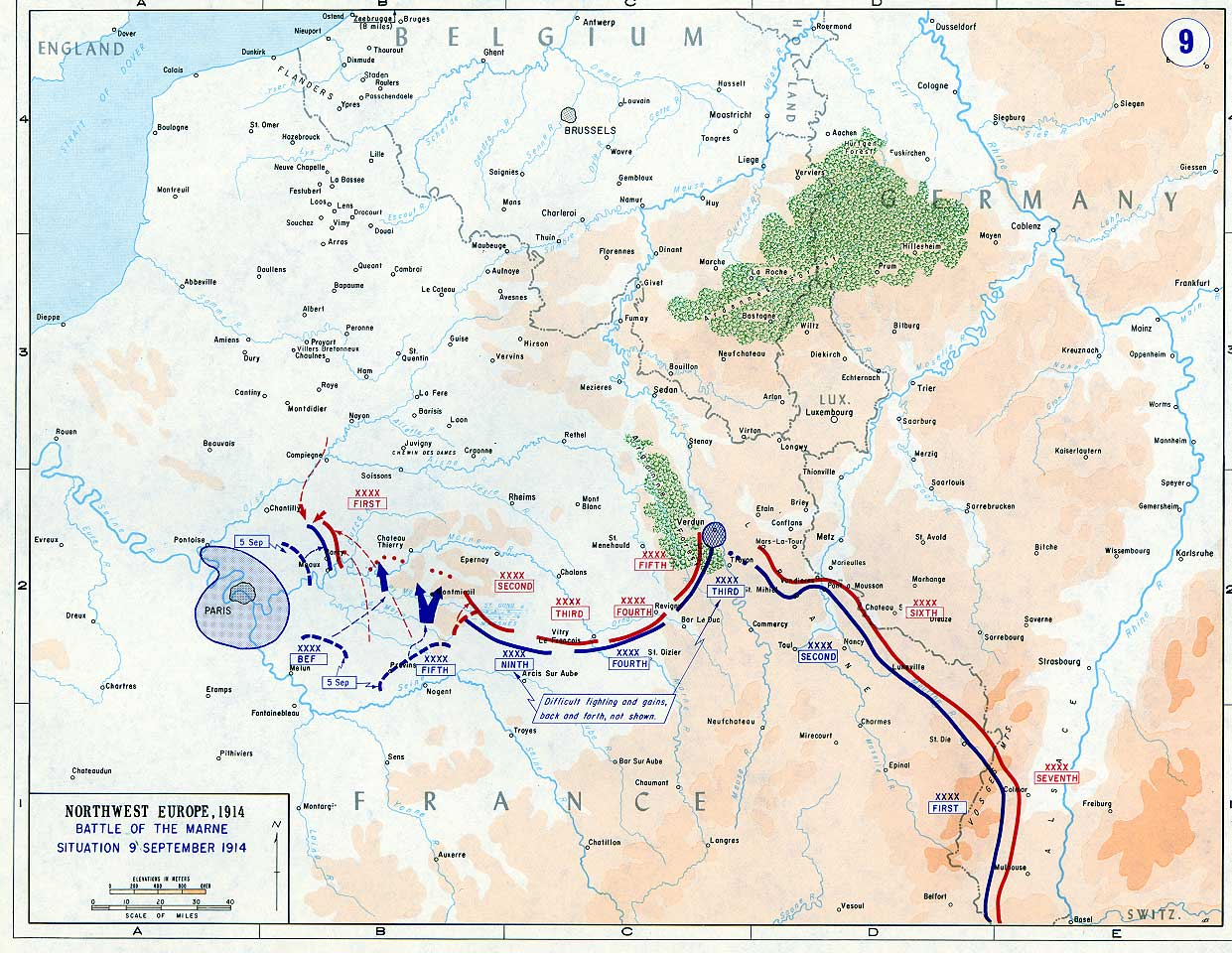
خط القتال على نهر المَرن

أولاً-القوات الألمانية (مقسمة على سبع جيوش تتلقى أوامرها من هيلموت فون مولتكه الأصغر، رئيس أركان اقيادة الألمانية في برلين):
- الجيش الأول بقيادة ألكسندر فون كلوك A. von Kluck.
- الجيش الثاني بقيادة كارل فون بولوف
- الجيش الثالث بقيادة هاوزن Hausen.
- الجيش الرابع بقيادة ألبرخت Albrecht.
- الجيش الخامس بقيادة الأمير فيلهلم ولي عهد ألمانيا.
- الجيش السادس بقيادة الأمير روبرخت  ولي عهد بافاريا.
- الجيش السابع بقيادة هيرنجن Heeringen.

ثانياً-جيوش الحلفاء (مقسمة إلى تسع وحدات يقودها القائد الفرنسي جوفر):
- الجيش الأول بقيادة دوبيل Dubail .
- الجيش الثاني بقيادة دو كاستلنو De Castelnau.
- الجيش الثالث بقيادة ساريل Sarrail.
- الجيش الرابع بقيادة دو لانغل دو كاري De Langle de Cary.
- الجيش الخامس بقيادة دوسبيري D'Esperey.
- الجيش السادس بقيادة مانوري Manoury.
- الجيش التاسع بقيادة فيرديناند فوش F. Foch .
- الحملة البريطانية بقيادة جون فرنش.[4]
- منطقة باريس بقيادة جوزيف غالياني.

## سير المعركة
- في 23 أغسطس اشتبكت القوات الألمانية (الجيش الأول-90,000 مقاتل بقيادة فون كلوك) لأول مرة مع الحملة البريطانية (30,000 مقاتل في ذلك الوقت)في مون Mons، ورغم التفوق الألماني فقد توقف هجومهم ذلك اليوم. لكن الغلبة في النهاية كانت للتفوق الألماني.[5]
- مع استمرار تقدم الألمان نحو باريس، نقلت الحكومة التي يرأسها رينيه فيفياني مقرها على بوردو، وتم تحويل باريس إلى منطقة عسكرية بقيادة غالياني، وقد بدا آنذاك أن لا شيء يوقف التقدم الألماني.[5]
- تقدم جيش كلوك الأول إلى شرق باريس بدلاً من غربها،[6] ويوم 3 سبتمبر اكتشف مانوري قائد الجيش السادس عن طريق الطيران الاستطلاعي البريطاني عدم وجود الألمان غرب باريس، [7] وبذلك فإن جيش مانوري السادس، وجيش غالياني واتتهم الفرصة للهجوم على كلوك[6]
- في 4 سبتمبر قام غالياني بإقناع جوفر أن يوقف الانسحاب ويبدأ الهجوم، وقرر جوفر أن يبدأ الهجوم يوم 6 سبتمبر.[8]
- بدأت معركة المَرن بالهجوم الفرنسي يوم 6 سبتمبر، وكان الفرنسيون مصرون على إيقاف التقدم الألماني، وفي اليوم التالي دفع غالياني بفوجين فرنسيين.[5]
- هجم البريطانيون، والفرنسيون على الثغرة بين الجيشين الألمانيين الأول، والثاني.[5]
- في برلين بدأ فون مولتكه يشعر بأن الأمور لا تسير على ما يرام، لذلك أرسل إلى الجبهة في يوم 8 سبتمبر ضابطاً برتبة مقدم يدعى هنتش Hentsch، ومنحه صلاحيات تخوله سحب كل القوات الألمانية (إذا لزم الأمر).[9]
- في نفس اليوم التقى هنتش بفون بولوف (قائد الجيش الثاني) فوجد يائساً من تحقيق أي نصر، وفي صباح اليوم التالي أمر فون بولوف جيشه بالانسحاب.[9]
- انتقل هنتش ذلك اليوم (9 سبتمبر) إلى مقر إدارة الجيش الأول فوجد أن قائده فون كلوك قد أصدر أمر الانسحاب.[9]
- لم يجد هنتش إزاء ذلك إلاّ أن يأمر باقي الجيوش الألمانية بالانسحاب، وبحلول يوم 11 سبتمبر، كان أمر الانسحاب قد شمل كل الجيوش الألمانية. وفي يوم 12 سبتمبر، انسحبت القوات الألمانية خلف نهر أين Aisne، وانتهت بذلك معركة المَرن بانتصار قوات الحلفاء.[9]

## ما بعد المعركة
- كانت هذه المعركة هي نقطة النهاية في حرب الحركة، ونقطة البداية في الحرب الجامدة في الجبهة الغربية، إذ سيشتبك الطرفان في معارك دموية حتى مارس 1918 بدون أن يحقق أي من الطرفين مكاسب إقليمية مهمة. وفي ذلك التاريخ يبدأ الألمان تحقيق نجاح مبدئي تتلوه الهزيمة النهائية في الحرب العالمية الأولى.
- بعد المعركة قابل فون مولتكه الإمبراطور الألماني فيلهلم الثاني وقال له:"صاحب الجلالة..لقد خسرنا الحرب"، لكن الإمبراطور لم يكن على ما يبدو مقتنعاً بكلامه، حيث عزل فون مولتكه يوم 14 سبتمبر 1914، وحل محله إريش فون فالكنهاين. ستمر أكثر من أربع سنوات قبل أن يدرك الإمبراطور أنه خسر الحرب.[10]
- نجحت معركة المَرن الأولى في دفع الألمان إلى الخلف لمسافة 40-50 ميلاً، وحافظت على العاصمة باريس ومنعتها من السقوط في يد الألمان. ومن هذا المنطلق يعتبر هذا الحدث نصراً استراتيجياً كبيراً مكّن الفرنسيين من تجديد الثقة بالنفس والاستمرار في الحرب. إلا أن العدو الألماني الكبير، ورغم أنه لم يحقق هدفه بإبعاد فرنسا عن الحرب في وقت مبكر، إلا أنه مكّن ألمانيا من السيطرة على قطاعات كبيرة في شمال فرنسا. وكان على فرنسا أن تواصل الحرب لاستعادة المنطقة الصناعية الغنية بالفحم والحديد والمنتجة للمعادن، فقد كان سقوط تلك المنطقة ضربة قاصمة للاقتصاد الفرنسي.[11]